# Фудбалска репрезентација Арубе
Фудбалска репрезентација Арубе (хол. Arubaans voetbalelftal) је фудбалски тим који представља Арубу на међународним такмичењима под контролом Фудбалског савеза Арубе који се налази у оквиру Карипске фудбалске уније и Конкакафа, такође је члан ФИФА. Основан је 1932. године.

## Историјат
Између 1924. и 1933. Аруба је играла само са тимом Курасаоа, иако се ове утакмице не сматрају званичнима, Од 1948. тим Арубе се  придружио тиму Холандских Антила, и играла под том заставом између 1958. и 1986. године. Претходно, 1955. године играо је под техничким вођством Аргентинца Анхела Боте, VII издање Централноамеричког и Карипског купа у Тегусигалпа (Хондурас), турниру на којем је дошао до 5. места.
Након издвајања са Холандских Антила, АВБ се придружио Конкакафу и ФИФАи 1988. Арубански тим био је део групе А у квалификационој рунди купа Кариба 1989. године, а у првом мечу у групи претрпео је најгори пораз у својој историји, од руку Тринидада и Тобага, који га је победио резултатом 11:0, 23. априла 1989. Одиграо је своју прву утакмицу квалификација за Светско првенство, 24. марта 1996. године, против у Доминиканској Републици, у оквиру квалификација за Светско првенство у фудбалу 1998.  Аруба је од тада учествовала у свим квалификацијама за Светско првенство у фудбалу. Никада није прошла прву елиминациону рунду.
У Купу Кариба такође, Аруба, није имала пуно успеха јер никада нису стигли да играју у групној фази. Међутим, ипак су показали одређени напредак у претколу Купа Кариба 2014. године са две победе у низу против Туркса и Каикакоса (1:0), 30. маја 2014. и 1. јуна против Британских Девичанских острва (7:0), што је била највећа победа у историји. Ови резултати су репрезентацији Арубе омогућили да достигне 120. место на Светској ранг листи ФИФА за јун 2014. године, што је уједно и најбоља позиција досада, испред чак и најреномиранијих тимова у овој области, попут Гватемале која је (127.). После ове велике победе, Аруба је изгубила 2:0 од Француске Гвајане за Куп Кариба.
У пријатељској утакмици 2015. година Аруба је годину започела нерешеним резултатом и победом над Курасаом на пенале у пријатељској утакмици.
Квалификације за Русију 2018. Аруба почиње против Барбадоса. Аруба је изгубила 0:2 од Барбадоса на свом терену, а затим је реванш изгубила 1:0, завршивши тако на 0:3 у корист Барбадоса, међутим ФИФА је санкционисала Барбадос због неправилности, доделила победу Аруби (3:0) и коначни скор је тада гласио 3:2 у корист од Арубе. Упркос томе, у следећој рунди су поново поражени, овог пута од Сент Винсента и Гренадина који су победили са резултатом од 2:0, упркос поразу, у другом колу су остварили 2:1 у своју корист, али су елиминисани , чиме је завршила такмичење у плејоф фази.

## Достигнућа

### Светско првенство
Аруба је 24. марта 1996. године одиграла прву утакмицу квалификација за Светско првенство у фудбалу 1998. Утакмица одиграна у Санто Домингу против Доминиканске Републике и изгубљена је са резултатом 2:3. Голове за Арубу постигли су Раимонд Давелаар и Риан Малмберг. Домаћа утакмица је такође изгубљена 1:3, и овде је Давелаар постигао гол. Аруба се није пласирала у наредну рунду. За квалификације заСветско првенство у фудбалу 2002. обе утакмице против Барбадоса су изгубљене (1:3 и 0:4).
| Светско првенство у фудбалу достигнућа | Светско првенство у фудбалу достигнућа | Светско првенство у фудбалу достигнућа | Светско првенство у фудбалу достигнућа | Светско првенство у фудбалу достигнућа | Светско првенство у фудбалу достигнућа | Светско првенство у фудбалу достигнућа | Светско првенство у фудбалу достигнућа | Светско првенство у фудбалу достигнућа |
| Година                                 | Коло                                   | Позиција                               | Ута                                    | П                                      | Н*                                     | И                                      | ГД                                     | ГП                                     |
| -------------------------------------- | -------------------------------------- | -------------------------------------- | -------------------------------------- | -------------------------------------- | -------------------------------------- | -------------------------------------- | -------------------------------------- | -------------------------------------- |
| 1930. до 1986.                         | Играли као део Холандских Антила       | Играли као део Холандских Антила       | Играли као део Холандских Антила       | Играли као део Холандских Антила       | Играли као део Холандских Антила       | Играли као део Холандских Антила       | Играли као део Холандских Антила       | Играли као део Холандских Антила       |
| 1990.                                  | Није учествовао                        | Није учествовао                        | Није учествовао                        | Није учествовао                        | Није учествовао                        | Није учествовао                        | Није учествовао                        | Није учествовао                        |
| 1994.                                  | Није учествовао                        | Није учествовао                        | Није учествовао                        | Није учествовао                        | Није учествовао                        | Није учествовао                        | Није учествовао                        | Није учествовао                        |
| 1998.                                  | Није се квалификовао                   | Није се квалификовао                   | Није се квалификовао                   | Није се квалификовао                   | Није се квалификовао                   | Није се квалификовао                   | Није се квалификовао                   | Није се квалификовао                   |
| 2002.                                  | Није се квалификовао                   | Није се квалификовао                   | Није се квалификовао                   | Није се квалификовао                   | Није се квалификовао                   | Није се квалификовао                   | Није се квалификовао                   | Није се квалификовао                   |
| 2006.                                  | Није се квалификовао                   | Није се квалификовао                   | Није се квалификовао                   | Није се квалификовао                   | Није се квалификовао                   | Није се квалификовао                   | Није се квалификовао                   | Није се квалификовао                   |
| 2010.                                  | Није се квалификовао                   | Није се квалификовао                   | Није се квалификовао                   | Није се квалификовао                   | Није се квалификовао                   | Није се квалификовао                   | Није се квалификовао                   | Није се квалификовао                   |
| 2014.                                  | Није се квалификовао                   | Није се квалификовао                   | Није се квалификовао                   | Није се квалификовао                   | Није се квалификовао                   | Није се квалификовао                   | Није се квалификовао                   | Није се квалификовао                   |
| 2018                                   | Није се квалификовао                   | Није се квалификовао                   | Није се квалификовао                   | Није се квалификовао                   | Није се квалификовао                   | Није се квалификовао                   | Није се квалификовао                   | Није се квалификовао                   |
| 2022.                                  | Није се квалификовао                   | Није се квалификовао                   | Није се квалификовао                   | Није се квалификовао                   | Није се квалификовао                   | Није се квалификовао                   | Није се квалификовао                   | Није се квалификовао                   |
| 2026.                                  | У току                                 | У току                                 | У току                                 | У току                                 | У току                                 | У току                                 | У току                                 | У току                                 |
| Укупно                                 |                                        | 0/9                                    |                                        |                                        |                                        |                                        |                                        |                                        |

Нерешени резултати укључују и утакмице одлучене пеналима

## Резултати репрезентације
Ажурирано 6. јун 2021.
Напомена: тимови који су „курзивом“ означавају да је тим историјски тим са политиком која више не постоји, или тим који није члан ФИФА.
Од 6. јуна 2021.
Ови резултати искључиво су међународни мечеви класе 'А' .
| Противник                   | Играно | Победе | Нерешено | Изгуб. | ГД  | ГП  | ГР   |
| --------------------------- | ------ | ------ | -------- | ------ | --- | --- | ---- |
| Антигва и Барбуда           | 5      | 0      | 0        | 5      | 4   | 11  | −7   |
| Барбадос                    | 6      | 1      | 0        | 5      | 7   | 16  | −9   |
| Бермуди                     | 1      | 1      | 0        | 1      | 3   | 6   | –3   |
| Британска Девичанска Острва | 1      | 1      | 0        | 0      | 7   | 0   | +7   |
| Канада                      | 1      | 0      | 0        | 1      | 0   | 7   | –7   |
| Кајманска Острва            | 1      | 1      | 0        | 0      | 3   | 1   | +2   |
| Костарика                   | 2      | 0      | 1        | 1      | 3   | 4   | −1   |
| Куба                        | 1      | 1      | 0        | 0      | 4   | 1   | +3   |
| Курасао                     | 3      | 1      | 1        | 1      | 3   | 4   | −1   |
| Курасао                     | 22     | 0      | 8        | 14     | 19  | 47  | −28  |
| Доминика                    | 1      | 0      | 0        | 1      | 2   | 3   | −1   |
| Доминиканска Република      | 3      | 0      | 1        | 2      | 5   | 8   | −3   |
| Салвадор                    | 1      | 0      | 0        | 1      | 0   | 2   | −2   |
| Француска Гвајана           | 3      | 1      | 0        | 2      | 1   | 4   | −3   |
| Гренада                     | 2      | 0      | 0        | 2      | 3   | 7   | −4   |
| Гваделуп                    | 1      | 0      | 1        | 0      | 0   | 0   | 0    |
| Гватемала                   | 2      | 1      | 1        | 0      | 4   | 2   | +2   |
| Гватемала                   | 1      | 0      | 1        | 0      | 0   | 0   | 0    |
| Гвајана                     | 4      | 0      | 0        | 4      | 2   | 12  | −10  |
| Хаити                       | 1      | 0      | 1        | 0      | 1   | 1   | 0    |
| Хондурас                    | 1      | 0      | 1        | 0      | 1   | 1   | 0    |
| Јамајка                     | 3      | 0      | 0        | 3      | 0   | 14  | −14  |
| Монтсерат                   | 1      | 0      | 0        | 1      | 0   | 2   | −2   |
| Холандски Антили            | 8      | 1      | 1        | 6      | 9   | 20  | −11  |
| Панама                      | 1      | 0      | 1        | 0      | 0   | 0   | 0    |
| Порторико                   | 2      | 1      | 1        | 0      | 6   | 4   | +2   |
| Сент Китс и Невис           | 1      | 0      | 0        | 1      | 0   | 2   | −2   |
| Света Луција                | 3      | 1      | 0        | 2      | 8   | 9   | -1   |
| Сент Винсент и Гренадини    | 2      | 1      | 0        | 1      | 2   | 3   | -1   |
| Суринам                     | 13     | 1      | 2        | 10     | 6   | 46  | −40  |
| Тринидад и Тобаго           | 1      | 0      | 0        | 1      | 0   | 11  | −11  |
| Теркс и Кејкос              | 1      | 1      | 0        | 0      | 1   | 0   | +1   |
| Венецуела                   | 2      | 0      | 0        | 2      | 1   | 6   | −5   |
| Укупно                      | 91     | 12     | 21       | 63     | 102 | 234 | −132 |